# Sunnyside (Utah)
Sunnyside es una ciudad ubicada en el condado de Carbon en el estado estadounidense de Utah. En el año 2000 tenía una población de 404 habitantes y una densidad poblacional de 49,7 personas por km². 

## Geografía
Sunnyside se encuentra ubicado en las coordenadas 39°33′8″N 110°24′3″O / 39.55222, -110.40083. Según la Oficina del Censo, la localidad tiene un área total de 8,1 km² (3,1 mi²), de la cual toda es tierra.

## Demografía
Según la Oficina del Censo en 2000, habían 404 personas y 104 familias residentes en el lugar, 90,84% de los cuales eran personas de raza blanca.
Según la Oficina del Censo en 2000 los ingresos medios por hogar en la localidad eran de $32,955, y los ingresos medios por familia eran $36,875. Los hombres tenían unos ingresos medios de $39,688 frente a los $18,333 para las mujeres. La renta per cápita para la localidad era de $17,752. Alrededor del 15% de la población estaban por debajo del umbral de pobreza.